# Robert Montgomery (militär)
Robert Montgomery, född 26 juli 1737 i Stockholm, död 14 maj 1798 på Lindholmens gård i Uppland, var en svensk militär, far till Malla Silfverstolpe och Josias Montgomery-Cederhielm (1785–1825).
Robert Montgomery var son till brukspatronen John Montgomery och Anna Campbell. 1749 blev han student vid Åbo akademi och antogs 1751 som volontär vid Hamiltonska regementet och blev 1752 furir vid Livdragonregementet. Efter att 1754 ha fått kornettfullmakt gick Montgomery 1756 i fransk tjänst där han blev fänrik vid Royal suédois, utnämndes 1755 till kapten vid Royal Deux-Ponts och deltog Sjuårskriget bland annat vid slaget vid Rossbach och slaget vid Bergen. Efter återkomsten till Sverige 1764 blev han kapten vid Livdragonregemente. Till en början tillhörde Montgomery mösspartiet men blev efter Gustav III:s statskupp övervunnen till kungens sida och blev snart kungens gunstling. 1775 befordrades han till överstelöjtnant och 1777 till överste och chef för Nylands och Tavastehus dragonregemente.
Montgomerys första maka var Anna Sibylla von Stahlbourg. Hon dog 1778. Därefter gifte han sig 1781 med Catharina Charlotta Rudbeck som dog 1782. Tredje gången gifte han sig med Märta Ulrika Cederhielm (d. 1833). Med Stahlbourg fick han elva barn och med Rudbeck ett barn, som kom att bli författarinnan Malla Silfverstolpe. Med Cederhielm fick han tre barn.
Montgomery gifte sig med Charlotte Rudbeck 1781 och de fick dottern Malla i februari 1782, men i april 1782 dog hans fru. 1783 lämnade Montgomery tillsammans med sin ettåriga dotter Finland och flyttade tillbaka till Sverige.
Hos kung Gustav III stod Montgomery till en början i hög gunst. Det vänskapliga förhållandet förändrades emellertid, och slutligen dömdes Montgomery som inblandad i Anjalaförbundets planer till döden 1789. Han benådades med förlust av tjänsten och sin orden (svärdsordens kraschan), och förvisades till kolonin Svenska S:t Barthélemy, varifrån han frigavs 1793. Om sitt deltagande i 1788 års krig skrev han en berättelse, (intagen i Historiska handlingar, tryckt av kungliga samfundet för utgifvande af handskrifter rörande Skandinaviens historia, I del. sid. 323) Relation om hvad mig veterligen händt i 1788 års Campange. 
Montgomery efterlämnade också en samling otryckta memoarer, som livligt beskriver de många äventyr i vilka han deltog både i Sverige och i utlandet, bland annat de många år han var i fransk tjänst, och de ger en god föreställning om en förnäm ung officers levnadssätt på 1700-talet. 
Gift 1: med Anna Sibylla von Stalbourg, som han enleverade från hennes förste man; 2: 1781 med friherrinnan Katarina Charlotta Rudbeck (dotter till överståthållaren Thure Gustaf Rudbeck); 3: 1784 med friherrinnan Märta Ulrika Cederhielm.